# Scaphinotus schwarzi
Scaphinotus schwarzi är en skalbaggsart som beskrevs av Beautenmuller. Scaphinotus schwarzi ingår i släktet Scaphinotus och familjen jordlöpare. Inga underarter finns listade i Catalogue of Life.